# Braian Ojeda
Braian Ojeda (San Lorenzo, Central, Paraguay, 27 de junio de 2000) es un futbolista paraguayo. Juega como centrocampista y su equipo es el Real Salt Lake de la Major League Soccer cedido por el Nottingham Forest Football Club.

## Trayectoria
Fue jugador de la primera del Club Olimpia de Paraguay. En julio de 2019 firma un contrato a préstamo con Defensa y Justicia hasta junio de 2020. En julio se sumó nuevamente al Club Olimpia donde jugó hasta la mitad del Torneo Clausura 2021. Luego de eso se fue al Nottingham Forest de la Football League Championship.
En julio de 2019 firmó un contrato a préstamo con Defensa y Justicia, donde jugó un total de 12 partidos. Diez de ellos por el torneo local y dos por la Copa Nacional.
En julio de 2020, luego de finalizar su préstamo en Defensa y Justicia, se sumó nuevamente al plantel del Club Olimpia donde jugó durante un año realizando una participación con un total de 36 juegos, veintiséis de ellos por el torneo local y nueve en torneos internacionales. En el Club Olimpia realizó el primer tanto de su carrera.
El 31 de agosto de 2021 firmó con el Nottingham Forest F. C. de la Football League Championship por un contrato de cuatro años hasta el 30 de junio del año 2025. Solo jugó tres partidos, por lo que en agosto de 2022 fue cedido al Real Salt Lake.

## Selección nacional
Debutó con la selección de fútbol de Paraguay en un partido contra la Ecuador el 2 de septiembre de 2021 por la clasificación de Conmebol para la Copa Mundial de Fútbol de 2022.

#### Participaciones en Copa América
| Torneo            | Sede   | Resultado        | Partidos | Goles |
| ----------------- | ------ | ---------------- | -------- | ----- |
| Copa América 2021 | Brasil | Cuartos de final | 0        | 0     |

## Estadísticas

### Clubes
Actualizado el 30 de diciembre de 2021.
| Club                               | Temporada  | Liga  | Liga  | Copa nacional | Copa nacional | Copa internacional | Copa internacional | Total | Total |
| Club                               | Temporada  | Part. | Goles | Part.         | Goles         | Part.              | Goles              | Part. | Goles |
| ---------------------------------- | ---------- | ----- | ----- | ------------- | ------------- | ------------------ | ------------------ | ----- | ----- |
| Club Olimpia Paraguay              | 2018       | 5     | 0     | 3             | 0             | 0                  | 0                  | 8     | 0     |
| Defensa y Justicia Argentina       | 2019       | 10    | 0     | 0             | 0             | 2                  | 0                  | 0     | 0     |
| Defensa y Justicia Argentina       | Total club | 10    | 0     | 0             | 0             | 2                  | 0                  | 12    | 0     |
| Club Olimpia Paraguay              | 2020       | 13    | 0     | 0             | 0             | 0                  | 0                  | 13    | 0     |
| Club Olimpia Paraguay              | 2021       | 13    | 1     | 0             | 0             | 9                  | 0                  | 22    | 1     |
| Club Olimpia Paraguay              | Total club | 31    | 0     | 8             | 0             | 9                  | 0                  | 43    | 1     |
| Nottingham Forest F. C. Inglaterra | 2021-22    | 3     | 0     | 0             | 0             | ―                  | ―                  | 3     | 0     |
| Nottingham Forest F. C. Inglaterra | Total club | 3     | 0     | 0             | 0             | 0                  | 0                  | 3     | 0     |

### Selección nacional
| Selección | Año   | Amistoso | Amistoso | Copa América | Copa América | Copa Mundial | Copa Mundial | Eliminatorias | Eliminatorias | Total | Total |
| Selección | Año   | Part.    | Goles    | Part.        | Goles        | Part.        | Goles        | Part.         | Goles         | Part. | Goles |
| --------- | ----- | -------- | -------- | ------------ | ------------ | ------------ | ------------ | ------------- | ------------- | ----- | ----- |
| Paraguay  | 2021  | 0        | 0        | 0            | 0            | 0            | 0            | 1             | 0             | 1     | 0     |
| Paraguay  | Total | 0        | 0        | 0            | 0            | 0            | 0            | 1             | 0             | 1     | 0     |